# منتخب إيطاليا لهوكي الدحرجة للسيدات
منتخب إيطاليا لهوكي الدحرجة للسيدات (بالإيطالية: Nazionale di hockey su pista femminile dell'Italia)‏ هو ممثل إيطاليا الرسمي في المنافسات الدولية في هوكي الدحرجة للسيدات
.